# Disc d'acetat

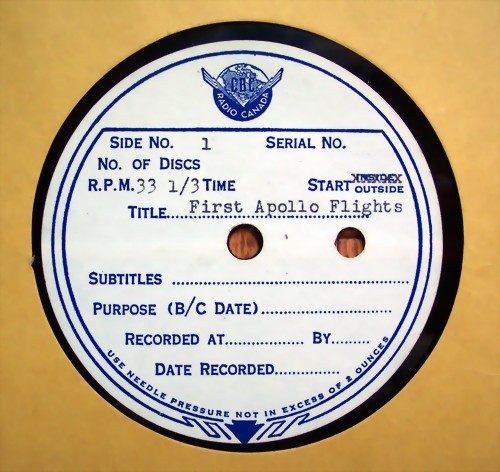
Etiqueta d'un disc d'acetat. L'orifici del centre, així com un disc de vinil és per l'eix del plat giradiscs, però el forat del costat serveix per subjectar el disc durant el procés de gravació.

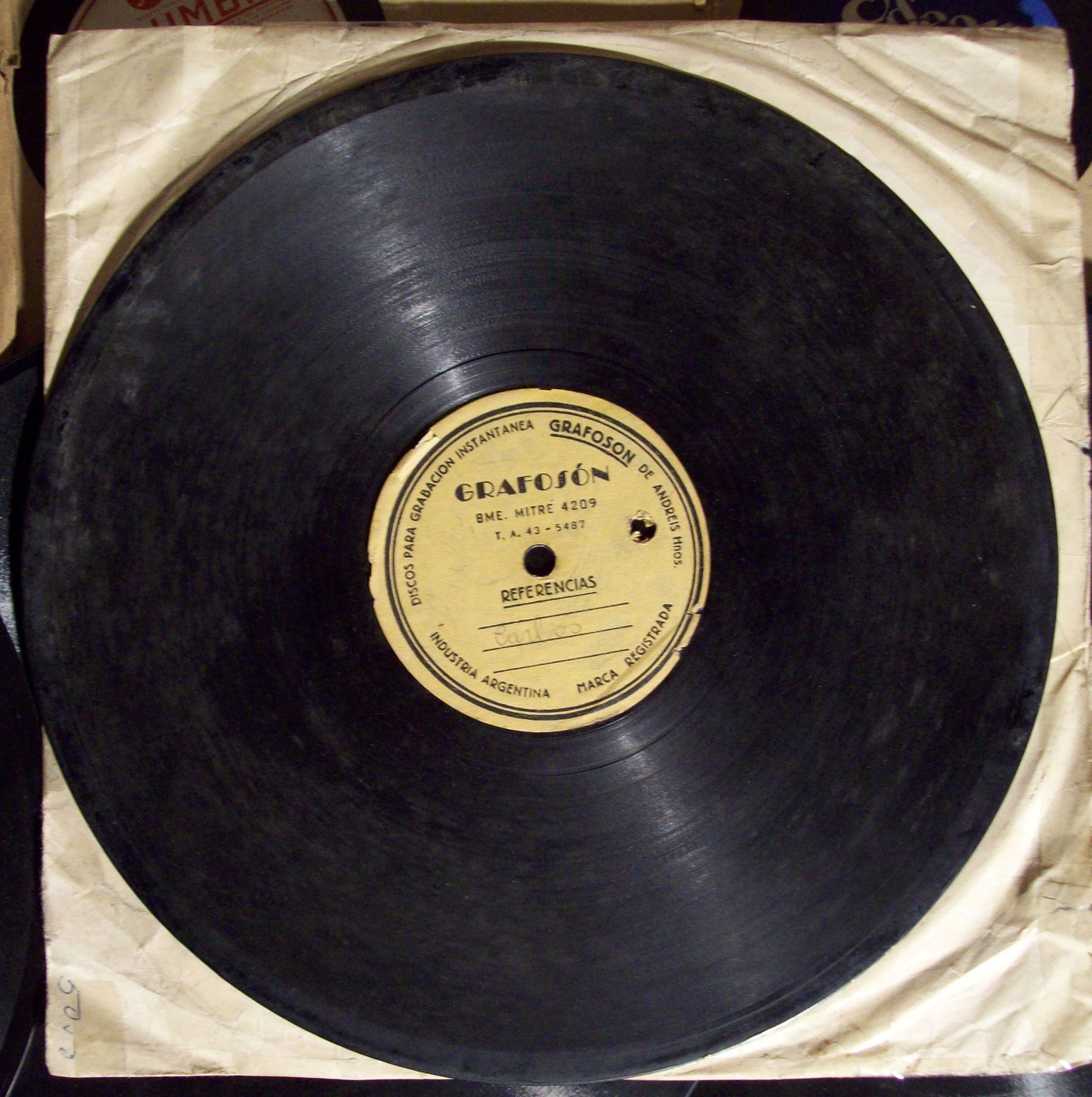
Disc d'acetat de 10 polzades de diàmetre a 78 RPM.

El  disc d'acetat,  disc de laca o també dubplate, és un format d'enregistrament vigent encara avui dia, basat en l'enregistrament mecànic analògic com l'usat per al disc de vinil, però amb la diferència que en el disc d'acetat és possible realitzar gravacions instantànies o passar d'una font de so a una altra, com el magnetòfon de filferro o de cinta. Per gravar un vinil també s'usa primer un disc d'acetat, però aquest disc d'acetat té una formulació diferent al dubplate . Per gravar un vinil primer s'ha de gravar un màster. Per diferenciar un màster d'un dubplate cal comprovar si té o no un forat al costat del central. Si té dos forats és un dubplate. Si només té un és un màster. El so gravat en un màster és de millor qualitat, ja que, com que és més tou, l'estil registra millor les freqüències. Però aquest màster, un cop gravat, no pot ser reproduït en un tocadiscs, ja que l'agulla del tocadiscs, en ser tan dura, destruiria detalls ja en la primera escolta. Un cop gravat, el màster només pot usar-se per realitzar-li un recobriment galvanoplàstic (metàl·lic) i produir les matrius necessàries per premsar vinils.
Molt sovint, la gent confon els discos de vinil amb els d'acetat, i pensen que tots dos són el mateix. Encara que tinguin el mateix funcionament i el mateix color negre, no són el mateix.

## Descripció

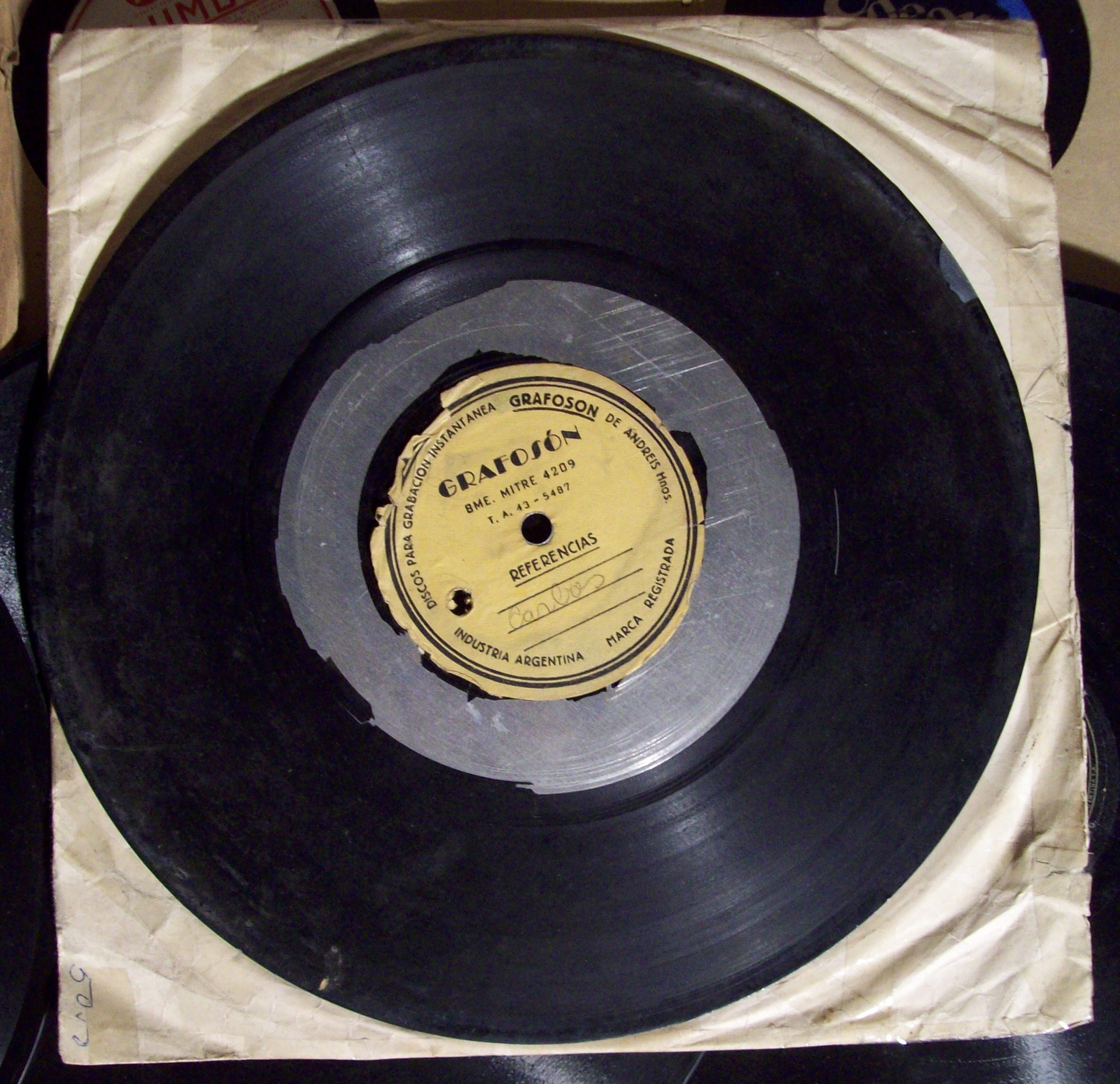
Un disc amb una part de l'acetat deteriorat, es pot apreciar el disc d'alumini.

Els discos d'acetat solen tenir 7 ", 10" i 12 ". Són els que es venen actualment, encara que durant la seva història han existit des dels micròfons de 5" fins als de 21 "utilitzats per antics sistemes de so (els primers) pel cinema sonor. Generalment són d'alumini (interiorment), amb un recobriment fi de laca o acetat de nitrocel·lulosa. Aquest recobriment plàstic llis és tallat per l'estil o agulla. Alguns discs ja posseïen un solc com a guia per l'estil, però la immensa majoria no. El funcionament d'aquests discos és igual al dels discos de vinil, però la diferència és que aquests discs són gravables. Actualment la durada de la gravació en un  dubplate  és gairebé similar a la d'un disc de vinil, encara que també existeixen  dubplates  amb la qualitat original. Depenent de l'equip usat, un  dubplate  pot destruir en 20 reproduccions o durar tota la vida.
Amb el temps, el plàstic o acetat podia emetre una capa blanca polsosa que disminueix la qualitat de l'enregistrament. La pols també podia posar fi a la vida de la gravació. El vidre també va ser usat com la base per al disc, especialment durant la Segona Guerra Mundial, ja que l'alumini s'usava per fabricar armament i vehicles. Però aquests discs eren massa fràgils, el que provocava que es trenquessin amb molta facilitat.

## Acetats valuosos
Com el disc d'acetat és un mitjà d'enregistrament poc comú, hi ha gent que paga grans sumes de diners per vells discos d'acetat, sobretot en subhastes. Un cas va ser la subhasta de la col·lecció de discos d'acetat de The Beatles, els quals pertanyien al productor Brian Epstein, cada disc vàlua entre 1.000 i 10.000 dòlars.
Un altre cas va ser un acetat del grup The Velvet Underground, aquest disc conté la música que més tard va ser editada a l'àlbum  The Velvet Underground & Nico , va ser venut el 2006, a través d'eBay, per un total de 25.200 dòlars.
Un acetat d'Elvis Presley amb That's All Right es va vendre per 64.000 euros.
El mes de novembre de 2001, un disc d'acetat amb una gravació de sis minuts originària de l'any 1964 entre Brian Wilson, Dick Dale i The Beatles, va ser venut en una subhasta per 10.400 $, el més increïble va ser que aquest disc havia estat comprat en uns encants per només 5 dòlars. En el disc hi ha una xerrada entre Brian Wilson amb els quatre beatles. També hi ha breus extractes dels èxits de cada un, "Can't Buy Me Love", "Fun, Fun, Fun" i "Mr Eliminator", de The Beatles, The Beach Boys i Dick Dale respectivament.